# Kosoku Baba
Majo (japonés: 高速ばぁば) es una película japonesa de 2013 dirigida por Eisuke Naito.

## Argumento
Honoka (Usagi), Shiori (Ayane) y Kaoru (Mayuko) son miembros de un nuevo grupo ídolo de 3 miembros llamado "Jersey Girl". Un día los invitan a aparecer en un programa de televisión sobre lo paranormal donde visitarán un hogar de ancianos abandonado en las montañas para ver cuál de ellos es el más valiente y documentar sus experiencias. Sin embargo, tan pronto como llegan las chicas, empiezan a tener extrañas experiencias paranormales. En poco tiempo, comienzan a enfrentarse entre sí a medida que el estrés de la situación los sobrepasa.

## Reparto
- Tsukino Usagi (NOE) es Miki Honoka.
- Uesaka Ayane (AYANE) es Shiori Kitayama.
- Yuzuki Mayuko (MAYUKO) es Kaoru Goto.
- Akiko Hoshino es Uesaka Ayane (anciana).
- Yoshinori Okada es Enomoto Shinya.
- Aimi Nakamura es Mochizuki Chisato.
- Yuko Daike es Uesaja Saki.
- Yuji Nakamura es Shibukawa.

- Datos: Q11672907